# Lijst van Saturnspellen
Dit is een alfabetisch gesorteerde lijst van computerspellen voor Sega Saturn, een spelcomputer van Sega. 

## 0-9
- 2do Arukoto wa Sando-R
- 2tax Gold
- 3D Baseball
- 3D Lemmings
- 3×3 Eyes: Kyuusei Koushu S
- 6 Inch My Darling

## A
- Actua Golf
- Actua Soccer
- Advanced V.G.
- Advanced World War: Sennen Teikoku no Koubou
- After Burner II
- AI Igo
- AI Shougi
- AI Shougi 2
- Air Management '96
- Airs Adventure
- Akumajou Dracula X: Gekka no Yasoukyoku
- Albert Odyssey: Legend of Eldean
- Album Club Mune Kyun: Saint Paulia Jogakuin
- Alien Trilogy
- All Star Baseball '97
- Alone in the Dark 2
- Amagi Shien
- America Oudan Ultra Quiz
- Amok
- Andretti Racing
- AnEarth Fantasy Stories: The First Volume
- Angel Graffiti S
- Angel Paradise Volume 1: Sakaki Yuko: Koi no Yokan in Hollywood
- Angel Paradise Volume 2: Yoshino Kimika: Isshoni I-ta-i in Hawaii
- Angelique Duet
- Angelique Special
- Angelique Special 2
- Another Memories
- Aponashi Girls: Olympos
- Aqua-World Umibi Monogatari
- AquaZone
- Arcade Gears: Pu-Li-Ru-La
- Arcade Gears: Gun Frontier
- Arcade Gears: Wonder 3
- Arcade Gears: Image Fight and X-Multiply
- Arcade's Greatest Hits: The Atari Collection 1
- Arcana Strikes
- Area 51
- Arthur to Astaroth no Nazomakaimura: Incredible Toons
- Assault Rigs
- Assault Suit Leynos 2
- Astal
- Astra Superstars
- Asuka 120% Limited: Burning Fest Limited
- Atelier Marie ver. 1.3
- Atlantis: The Lost Tales
- Ayakashi Ninden Kunoichiban Plus
- Ayrton Senna Personal Talk: Message for the Future

## B
- Baku Baku
- Baldy Land
- Bases Loaded '96: Double Header
- Batman Forever: The Arcade Game
- Battle Arena Toshinden Remix
- Battle Monsters
- Battlestations
- Black Dawn
- Blackfire
- Blast Chamber
- Blazing Dragons
- Blazing Heroes
- Bottom of the 9th
- Brain Dead 13
- Breakpoint Tennis
- Bubble Bobble also featuring Rainbow Islands
- Bug!
- Bug Too!
- Burning Rangers
- Bust-a-Move 2: Arcade Edition
- Bust-a-Move 3

## C
- Capcom Generation 2
- Casper The Movie
- Center Ring Boxing
- Christmas NiGHTS
- Clockwork Knight
- Clockwork Knight 2
- College Slam
- Command & Conquer: Tiberian Dawn
- Congo the Movie
- Contra: Legacy of War
- Corpse Killer: Graveyard Edition
- Courier Crisis
- Creature Shock: Special Edition
- Crime Wave
- Criticom
- Croc: Legend of the Gobbos
- Crusader: No Remorse
- Crypt Killer
- Cyberia
- Cyber Speedway

## D
- D
- Darius Gaiden
- Dark Legend
- Dark Savior
- Darklight Conflict
- Daytona USA
- Daytona USA Championship Circuit Edition
- Daytona USA CCE NetLink Edition
- Dead or Alive
- Decathlete
- Defcon 5
- Derby Stallion
- Die Hard Arcade
- Die Hard Trilogy
- Doom
- Double Switch
- Dracula X
- Dragon Force
- Dragonheart
- Duke Nukem 3D
- Dungeons & Dragons Collection

## E
- Earthworm Jim 2
- Enemy Zero

## F
- F1 Challenge
- FIFA '98: Road To World Cup
- FIFA Soccer '96
- FIFA '97
- Fighters Megamix
- Fighting Vipers
- Final Fight Revenge
- Frank Thomas Big Hurt Baseball

## G
- Galactic Attack
- Galaxy Fight
- Gex
- Ghen War
- Golden Axe: The Duel
- Grand Slam
- Grid Runner
- Guardian Heroes
- Gun Griffon

## H
- Hang-On GP '95
- Heir of Zendor
- Herc's Adventure
- Hexen: Beyond Heretic
- Hi-Octane
- High Velocity
- Highway 2000
- Hyper 3-D Pinball

## I
- Impact Racing
- Incredible Hulk
- Independence Day: The Game
- In the Hunt
- Iron Man/XO Manowar in Heavy Metal
- Iron Storm

## J
- Johnny Bazookatone

## L
- Last Bronx
- Last Gladiators Digital Pinball
- Loaded
- Lunacy

## M
- MachineHead
- Madden NFL '97
- Madden NFL '98
- Magic Carpet
- Magic Knight Rayearth
- Manx TT
- Marvel Super Heroes vs. Street Fighter
- Mass Destruction
- Maximum Force
- Mech Warrior 2
- Mega Man 8
- Mega Man X3
- Mega Man X4
- Metal Slug
- Minnesota Fats: Pool Legend
- Mortal Kombat II
- Mortal Kombat Trilogy
- Mr. Bones
- Myst
- Mystaria: The Realms of Lore

## N
- NASCAR '98
- NBA Action '96
- NBA Action '98
- NBA Jam Extreme
- NBA Jam T.E.
- NBA Live '97
- NBA Live '98
- NFL '97
- NFL Quarterback Club '96
- NFL Quarterback Club '97
- NHL '97
- NHL '98
- NHL All-Star Hockey
- NHL All-Star Hockey
- NHL Powerplay '96
- NiGHTS Into Dreams
- Night Warriors: Darkstalkers' Revenge
- Norse by Norsewest

## O
- Off-World Interceptor Extreme
- Ogre Battle: The March of the Black Queen
- Olympic Soccer

## P
- Pandæmonium
- Panzer Dragoon
- Panzer Dragoon Zwei
- Panzer Dragoon Saga
- Parodius
- Pebble Beach Golf Links
- PGA Tour '97
- Phantasy Star Collection
- Pocket Fighter
- Policenauts
- Powerslave
- Primal Rage
- Pro Pinball
- PTO II

## Q
- Quake
- Quarterback Attack

## R
- Radiant Silvergun
- Rampage World Tour
- Rayman
- Resident Evil
- Return Fire
- Return to Zork
- Revolution X
- Rise 2: Resurrection
- Riven
- Road Rash
- RoboPit
- Robotica
- Romance of The Three Kingdoms IV: Wall of Fire
- Roommate Complete Box
- Ryouko Inoue Chatting Room

## S
- Saturn Bomberman
- Scorcher
- Scud: The Disposable Assassin
- Sega Ages
- Sega Rally Championship
- Sega Touring Car Championship
- Sega World Wide Soccer 97
- Shanghai: Triple Threat
- Shellshock
- Shining Force III
- Shining the Holy Ark
- Shining Wisdom
- Shinobi Legions
- Shinseiki Evangelion
- Shockwave Assault
- SimCity 2000
- Skeleton Warriors
- Sky Target
- Slam 'n Jam '96 Featuring Magic & Kareem
- Snatcher
- Sonic 3D Blast
- Sonic Jam
- Sonic R
- Solar Eclipse
- Soviet Strike
- Space Hulk
- Space Invaders
- Space Jam
- Spot Goes to Hollywood
- Star Fighter
- Steep Slope Sliders
- Street Fighter Alpha
- Street Fighter Alpha 2
- Street Fighter Alpha 3
- Street Fighter Collection
- Street Fighter: The Movie
- Striker '96
- Super Puzzle Fighter 2 Turbo

## T
- Tempest 2000
- Ten Pin Alley
- Tetris Plus
- The Crow: City of Angels
- The Horde
- The House of the Dead
- The Legend of Oasis
- The Lost World: Jurassic Park
- The Mansion of Hidden Souls
- The Need for Speed
- Theme Park
- Three Dirty Dwarves
- Thunder Strike 2
- TNN Motorsports Hardcore 4X4
- Tomb Raider
- Toshinden S
- Toshinden URA
- True Pinball
- Tunnel B1

## U
- Ultimate Mortal Kombat 3

## V
- Valora Valley Golf
- Vampire Savior
- Virtua Cop
- Virtua Cop 2
- Virtua Fighter
- Virtua Fighter 2
- Virtua Fighter Kids
- Virtua Fighter Remix
- Virtua Racing
- Virtual Casino
- Virtual Hydlide
- Virtual On
- Virtual Open Tennis
- VR Golf '97
- VR Soccer

## W
- Waku Waku 7
- War Craft II: The Dark Saga
- Williams Arcade's Greatest Hits
- Wing Arms
- Winning Post
- Winter Heat '98
- wipEout
- World Cup Golf: Professional Edition
- World Heroes Perfect
- World Series Baseball
- World Series Baseball 2
- World Series Baseball '98
- Worldwide Soccer
- Worldwide Soccer '98
- WWF In your House
- WWF Wrestlemania: The Arcade Game

## X Y Z
- X-Men vs. Street Fighter
- X-Men: Children of the Atom
- Yukyu Gensokyoku: Perpetual Collection